# Dàtames
Dàtames (en grec antic Δατάμης, 'Datámes') (circa 407 aC-361 aC) era sàtrapa i virtual rei de Capadòcia durant l'Imperi Persa.

## Biografia
Era fill de Camissares de Cària, sàtrapa de Cilícia i Paflagònia en temps d'Artaxerxes II, i d'una dona escita. La seva vida està principalment basada en la biografia que en va fer l'historiador romà Corneli Nepot, que de vegades entra en contradicció, almenys cronològica, amb altres fonts. D'acord amb Corneli Nepot, Dàtames va servir a la guàrdia de palau del rei de Pèrsia i cap a l'any 385 aC va acompanyar al seu pare a la guerra contra els cardusis (Cardusii) de la vora de la mar Càspia. El seu pare era un destacat servidor del rei, i pels seus repetits serveis militars havia estat recompensat amb un govern, probablement el de Cilícia. A la guerra contra els cardusis van morir milers de soldats del rei, i el mateix Camisares també va resultar mort, però l'actuació del seu fill Dàtames va destacar, i per això al morir el pare el rei el va nomenar sàtrapa. No queda clar de quina satrapia, ja que Nepot diu que ho va ser d'una part de Cilícia a la frontera de Capadòcia, on habitaven els Leucosiris. Això es devia produir potser l'any 384 aC. Pel mateix temps Mitridates de Quios és esmentat com a sàtrapa de Capadòcia.
Corneli Nepot diu que se li va encarregar de combatre el sàtrapa de Lídia que s'havia revoltat. També el sàtrapa de Paflagònia, Tios va entrar en rebel·lió. La família governant local era d'una branca de la dinastia reial persa, i segons Nepot, era descendent de Pilamenes, a qui Pàtrocle va matar a la guerra de Troia, i estava emparentat amb Dàtames. Corneli Nepot diu que eren fills d'un germà i una germana, cal pensar doncs que la germana de Camisares era la mare de Tios. El rei va encarregar a Dàtames de fer-lo tornar a l'obediència. Dàtames no volia utilitzar la força però es va assabentar que Tios planejava el seu assassinat en secret gràcies a una confidència de la seva mare (i tia de Tios), que l'acompanyava a una entrevista amb el dinasta de Paflagònia. Llavors va fugir de la capital de Paflagònia i va iniciar la guerra. Encara que Ariobàrzanes, sàtrapa de Lídia, no li va fer costat (Nepot diu que tampoc i van fer costat Jònia i Frígia però no queda clar si estaven en mans del mateix sàtrapa) Dàtames va guanyar la guerra i va fer presoner a Tios, a la seva dona i als seus fills. Llavors Dàtames va marxar cap al campament reial, que encara no coneixia la notícia, i va preparar al seu presoner per ser presentat l'endemà al rei, amb els corresponents vestits àmpliament descrits per Corneli Nepot. El rei, que no s'esperava la victòria tan aviat, se'n va assabentar abans de la presentació i va fer cridar a Dàtames i al seu presoner, i va donar molts regals al guanyador. Els tres caps militars presents al campament, Dàtames, Farnabazos (probablement sàtrapa del Pont) i Titraustes van ser recompensats amb la direcció conjunta d'una expedició contra Egipte. No queda clar quant van succeir aquests fets però degué ser entre el 380 aC i el 375 aC. Com que el rei va cridar a Farnabazos uns mesos després (Farnabazos va morir segurament el 374 aC) la direcció de l'expedició va recaure principalment en mans de Dàtames.
Segons Nepot, mentre Dàtames feia els preparatius amb diligència, el rei li va enviar una carta encomanant-li que ataques al sàtrapa de Cataònia, Aspis, que refusava obeir les ordres del rei i havia saquejat les províncies veïnes interceptant els enviaments al rei, probablement els tributs. Cataònia era un país boscós defensat per fortaleses, i Aspis s'hi sentia segur. Dàtames era lluny però va considerar convenient obeir al rei. Va agafar una barca amb alguns dels seus millors soldats amb l'esperança d'agafar al rebel desprevingut, ja que un gran exèrcit hauria estat advertit de seguida. Va desembarcar a les costes de Cilícia i va marxar dia i nit fins a Cataònia. Assabentat d'on era Aspis, volia intentar convèncer-lo de tornar a l'obediència, però Aspis estava amb els pisidis (probablement un escamot de mercenaris de Pisídia) i els seus assistents més propers, i es va preparar per resistir. Dàtames no s'ho va pensar i va decidir un atac al seu rival. Quan Aspis va veure venir el grup d'atacants a cavall es va espantar i va fugir però el van atrapar i el van fer presoner. El van entregar a Mitridates (que no es diu quin càrrec tenia) perquè l'enviés al rei. Mentrestant el rei s'havia repensat l'ordre, que suposava allunyar a Dàtames dels preparatius de l'expedició egípcia, i va enviar un missatger a Ace (Acre?), el lloc on Dàtames feia els preparatius, però va arribar quan ja era de camí a Cataònia.

## Revolta contra Artaxerxes II
La confiança que el rei tenia en Dàtames provocava l'enveja d'altres cortesans. Pandates, el tresorer reial, era molt amic de Dàtames i li va enviar informes del que passava a la cort. Pandates deia que si fracassava a Egipte corria perill, i que si triomfava havia d'atribuir el mèrit al rei. Quan Dàtames va tornar a Ace des Cataònia, va quedar assabentat del que li deia el seu amic i dels fracassos de l'expedició a Egipte, i Nepot atribueix a aquest coneixement la seva revolta. Sembla que de fet va deixar el comandament de l'expedició, que va confiar a Mandrocles de Magnèsia, i que va retornar a Capadòcia i va prendre possessió de Paflagònia. Segons Corneli Nepot va fer una aliança secreta amb Ariobarzanes sàtrapa de Frígia, va reunir un exèrcit i va confiar les principals fortaleses als seus homes de confiança.
Nepot diu que a l'hivern es va assabentar que els pisidis es preparaven per lluitar contra ell. No és clar per què; els pisidis havien ajudat a Aspis de Cataònia i probablement aquesta regió era controlada encara per Dàtames i devien voler restablir al seu aliat al govern. Dàtames va enviar a Psídia al seu fill Arideu que va morir durant la lluita i Dàtames va haver d'agafar el comandament sense informar als seus de la mort del fill per evitar la desmoralització. Davant del camp enemic, que no podia rodejar per la superioritat de les forces oposades i per no deixar a les seves forces ocupades, el seu sogre Mitrobarzanes, cap de la cavalleria, va desertar i es va passar als pisidis. Dàtames, per evitar que altres en segui-se'n l'exemple, va fer córrer el rumor de què havia anat a parlamentar i a buscar els punts dèbils, i que calia esperar perquè quan els pisidis beguessin en excés seria més fàcil derrotar-los. Quan Mitrobarzanes estava ajuntant les seves forces amb les dels pisidis, Dàtames va ordenar l'atac. Els pisidis van pensar que Mitrobarzanes els havia traït i els van atacar, i així els cavallers van haver de lluitar al costat d'on havien desertat. La victòria de Dàtames va ser total i l'enemic derrotat i perseguit i els traïdors també van ser castigats. Llavors, el fill gran de Dàtames, Scismas, va abandonar al pare i va marxar a la cort reial on va donar part al rei de que el seu pare estava de fet en rebel·lió.
El rei va enviar llavors a Autofradates, sàtrapa de Lídia. Dàtames va voler reforçar la frontera al Taure, a la regió boscosa on estan les portes de Cilícia, però no va poder reunir prou tropes i es va retirar cap a posicions de Capadòcia que no podien ser rodejades per l'enemic. Quan Autofradates va arribar no va poder causar pèrdues importants a Dàtames. Autofradates tenia (segons Nepot) vint mil cavallers bàrbars, cent mil infants cardusis, i tres mil mandroners i no sabia si restar al país o retirar-se. Dàtames per la seva banda disposava de vuit mil capadocis, deu mil armenis, cinc mil paflagonis, deu mil frigis, cinc mil lidis, tres mil aspendis i pisidis, dos mil cilicis, dos mil captianis, tres mil mercenaris grecs, i un nombre bastant gran de tropes auxiliars. Finalment Dàtames, confiant en si mateix i en el coneixement del territori, va donar la batalla i milers d'enemics van morir i ell només va tenir un miler de baixes. Encara va obtenir altres victòries perquè sempre presentava batalla quan el territori li assegurava la superioritat estratègica enfront del major nombre d'enemics. Autofradates llavors va intentar la reconciliació i Dàtames va fer veure que l'acceptava, tot i que no confiava que fos respectada i es va acordar que enviaria una delegació al re. Autofradates va tenir així justificació per posar fi a la lluita i retornar a Lidia, on Artabazos de Dascilèon havia entrat.
Dàtames va desfermar l'odi del rei. Així no era estrany que alguns dels seu camp el poguessin trair. Va rebre informes de què hi havia qui estava disposat a fer-ho però no podia saber si era veritat. Per això va idear un pla. Informat que es preparava una emboscada per assassinar-lo, va posar al seu lloc a un home que si assemblava molt i ell es va barrejar entre els soldats. Quan els conspiradors van atacar al fals Dàtames, el verdader ja preparat, i els seus fidels, els van matar.

## Traïció i mort
El rei Artaxerxes II de Pèrsia va rebre una oferta de Mitridates, fill d'Ariobarzanes de Frígia, per oferir-li el cap de Dàtames si li prometia impunitat. Així, segons Corneli Nepot, la rebel·lió d'Ariobarzanes hauria estat fingida. Ariobarzanes es va aliar amb Atenes i després amb Esparta; el seu fill Mitridates va fer un fals pacte amb Dàtames i va assolar les províncies fidels al rei persa, va atacar les fortaleses i va fer molt de botí que va repartir entre els seus homes reservant-ne una part per Dàtames, a qui a més a més va entregar algunes fortaleses. Degué ser llavors quan Sinope va passar a mans de Dàtames. Durant un temps Mitridates va fer la guerra al rei de Pèrsia i es va guanyar la confiança de Dàtames, amb el qual mai va mostrar cap desig d'entrevistar-se. Al cap d'un temps, ja establerta la confiança, Mitridates va proposar una aliança més estreta per atacar al mateix rei i una reunió en un lloc secret. Acordada la reunió, Mitridates hi va anar uns dies abans i va amagar allí espases i armes. Dàtames era cautelós i va fer examinar el lloc el dia de la reunió però no es va trobar res; els dos líders també se sotmeteren personalment a la recerca de possibles armes però cap dels dos en portava cap. Després d'un temps de reunió, Mitridates fingint que s'havia oblidat alguna cosa va recuperar una de les espases que havia amagat i va matar a Dàtames l'any 361 aC.